# Авиамоторная улица
Авиамото́рная у́лица (старые названия частей улицы — Первая улица Всехсвятской Слободы, Первая Синичкина улица, Центральный проезд, Третий Петровский проезд) — улица в Юго-Восточном административном округе города Москвы на территории района Лефортово.

## Описание
Начинается от Солдатской улицы в районе пересечения её с Каменнослободским переулком, далее с северо-востока к улице примыкает Юрьевский переулок, затем с запада Энергетическая улица и Красноказарменная улица, после чего Авиамоторная улица пересекает шоссе Энтузиастов, 2-ю Кабельную улицу, 3-ю Кабельную улицу, 4-ю Кабельную улицу и заканчивается за 5-й Кабельной улицей у путей Горьковского направления МЖД. Нумерация домов ведётся от Солдатской улицы.

## История, происхождение названия
Первоначально часть улицы к северу от Владимирской дороги — это Первая улица Всехсвятской Слободы. Название слободы, вероятно, связано с тем, что в 1840 неподалёку были основаны Всехсвятское единоверческое кладбище и храм Всех Святых (достроен в 1843), в 1860 при храме учрежден Всехсвятский единоверческий монастырь (уничтожены в 1934). Слобода также упоминается как Александровская (здесь было сельцо Александровское, в 1870-х принадлежавшее М. А. Лонгиновой, в 1890—1912 сельцо Александровка с усадьбой княгини А. М. Козловской). В 1922 году эта часть улицы получила название Первая Синичкина улица — по реке Синичка, ныне заключённой в подземную трубу.
По-видимому, ошибочно утверждение, встречающееся практически во всех справочниках по топонимике Москвы, что название «Авиамоторная» улица получила в 1925 году «в связи с развитием авиастроения в СССР». Расположенный по адресу Авиамоторная улица, дом 2 Центральный институт авиационного моторостроения был основан в 1930 году, а название улицы было утверждено в сентябре 1933 года. На плане 1934 года улица ещё показана как Первая Синичкина улица, а в справочнике «Вся Москва» на 1936 год, подписанном в печать в октябре 1935 года, уже как Авиамоторная. Как пишет информированный автор Алексей Рогачев, ссылающийся на проектную документацию советского периода, «это название (Авиамоторная), объясняется тем, что близ её начала, на 1-й Синичкиной улице, на рубеже 1930-х годов планировалось строительство Центрального института авиационного моторостроения».
В 1950 году в состав улицы включены Центральный проезд Дангауэровского городка (от шоссе Энтузиастов на юг) и Перовский проезд. Дангауэровский городок (Дангауэровка) сложился в конце XIX века как рабочий посёлок при заводе Дангауэра и Кайзера (основан в 1869, в настоящее время завод «Компрессор»). В 1929—1932 годах западнее посёлка был возведён микрорайон («соцгородок») «Новые дома», в значительной степени сохранившийся до настоящего времени.

## Примечательные здания и сооружения
По нечётной стороне:
- № 1 — средняя школа № 424.
- № 7 — средняя школа № 720.
- № 21 — жилой дом. Здесь в последние годы жизни жил авиаконструктор И. Ф. Флоров[10].
- № 49/1 — Жилой дом, Дангауэровка, 1928 г., архитекторы И. А. Звездин, Е. Ю. Шервинский[11]
- № 47 — пятиэтажный жилой дом выстроен в 1928—1929 годах по проекту И. А. Звездина. ДЕЗ района Лефортово.
- № 51 — жилой дом (1939, архитектор К. И. Джус-Даниленко)
- № 53 — НПО и НИИ космического приборостроения.
- № 55 — Здесь, корп. 1, с 1934 по 2000 гг. располагался административный корпус завода «Радиоприбор», спроектированный архитекторами С. А. Козловым и А. С. Алимовым (архитектурно-проектная мастерская № 4, которую возглавлял И. А. Голосов)[8]. Завод «Радиоприбор» разорён и прекратил своё существование, с 2005 года его место занял НИИ прикладной механики им. академика В. И. Кузнецова.
- № 57 — конверсионное производство «Альтаир-1», и центральный офис компании «Формоза».
- № 69 — дата-центр «Авиамоторная», сеть дата-центров «Селектел» (в партнёрстве с DataPro)

По чётной стороне:
- № 2 — Центральный институт авиационного моторостроения имени П. И. Баранова.
- № 4 — квартал жилых домов, построен в 2004—2005 годах на месте квартала ведомственных домов ЦИАМ постройки 1930-х годов.
- № 6 — Всероссийский научно-исследовательский институт по переработке нефти (ВНИИ НП).
- № 8а — Московский технический университет связи и информатики (МТУСИ). У здания установлена памятная стела воинам-связистам (1965, скульптор Ю. Л. Рычков, архитектор И. М. Студеникин)[12].
- № 10 — бизнес-центр «Авиа Plaza», префектура Юго-Восточного административного округа. Построен на месте здания Калининского райкома КПСС постройки 1930-х гг.
- № 12 — деловой дом «Лефортово». Построен на месте административного здания постройки 1930-х гг.
- № 14 — жилой дом постройки 1937 г.
- № 16/15 (угол с шоссе Энтузиастов) — жилой дом с встроенным кинотеатром «Факел».
- № 22/12 — жилой пятиэтажный дом, Дангауэровка, 1930 г., строился в 1934—1936 годах для сотрудников Института телемеханики и связи, архитектор Н. Молоков[11].
- № 26/5 — Школа, 1931 г., архитектор Д. Ф. Фридман[11].
- № 28/4 и 3-я Кабельная улица, д. 2) — Жилые дома для американских специалистов, Дангауэровка, 1929 г., архитектор М. Мотылёв[11].
- № 30 — жилой дом (1939, архитектор К. И. Джус-Даниленко).
- № 30а — Школа № 1321 «Ковчег».
- № 32 — детский сад № 125.
- № 40 — Дворец борьбы имени Ивана Ярыгина.
- № 42 — средняя школа № 1228 с углублённым изучением английского языка.
- № 44 — Гараж для «Госплана» (архитектор К. С. Мельников, 1936 г.), памятник истории и культуры.

## Транспорт
На пересечении с шоссе Энтузиастов расположена станция метро  Авиамоторная, получившая название по улице, и за железнодорожной линией на проезде Энтузиастов — станция метро  Авиамоторная. Рядом со станцией (за домами 43 — 49 по Авиамоторной улице) находится железнодорожная платформа Авиамоторная МЦД-3.

### Трамвай
По северной части улицы (от Солдатской улицы до пересечения с Красноказарменной улицей) проходят трамвайные маршруты 12, 32, 46, а на пересечении с Шоссе Энтузиастов до Красноказарменной улицы — трамвай 50.

### Автобус
Маршрут автобуса № 695 проходит почти по всей длине улицы (от Солдатской улицы до 5-й Кабельной улицы и от 5-й Кабельной до Юрьевского переулка). Также от 5-й Кабельной улицы до 2-й Кабельной улицы и от шоссе Энтузиастов до 5-й Кабельной улицы проходит автобусный маршрут 759. Автобусный маршрут № 730 проходит в одном направлении от Солдатской улицы до Юрьевского переулка, в другом — от Юрьевского переулка до шоссе Энтузиастов.
На участке от Красноказарменной улицы до шоссе Энтузиастов (в одном направлении) проходит автобусный маршрут № 805 (в сторону метро «Стахановская»), на участке от шоссе Энтузиастов до 2-й Кабельной улицы (в одном направлении) проходит автобусный маршрут № 805 в сторону МФЦ Лефортово, с дальнейшим выездом на Красноказарменную улицу и с поворотом на Авиамоторную улицу (как описано выше).
На участке от Энергетической улицы до конца Авиамоторной ул. (остановка Авиамоторная ул., д. 75) проходит автобусный маршрут № 690.
От шоссе Энтузиастов до 4-й Кабельной улицы проходит автобусный маршрут № с679.
На участке от Красноказарменной улицы до шоссе Энтузиастов (в одном направлении) проходит автобусный маршрут № т24.